# عاتکه بنت مره
عاتکه بنت مره بن هلال بن فالج بن ذکوان (عربی: عاتکة بنت مرة) (عصر سدهٔ ۵ میلادی) از طایفهٔ هوازن، مادر هاشم بن عبدمناف، و به‌این‌ترتیب مادر پدر پدربزرگ محمد پیامبر اسلام بود.
عاتکه همسر عبدمناف بن قصی بود. فرزندان دوقلوی او عمرو (بیشتر به نام هاشم شناخته می‌شود) و عبدشمس هستند. گفته شده‌است که آن‌ها در رحم برای اول‌به‌دنیاآمدن مبارزه می‌کردند. افسانه می‌گوید که پدرشان عبدمناف بن قصی برادران دوقلو را با شمشیر جدا کرد و برخی از کشیش‌ها معتقد بودند خونی که بین آن‌ها جاری شد، جنگ‌های میان فرزندان‌شان را نشان می‌دهد (رویارویی میان بنی‌عباس و بنی‌امیه بن عبدشمس در سال ۷۵۰ میلادی). عاتکه همچنین سه پسر دیگر به نام‌های مطلب، هاله و بره و شش دختر برای عبد مناف بن قصی به دنیا آورد.